# Liste des députés de l'Indre

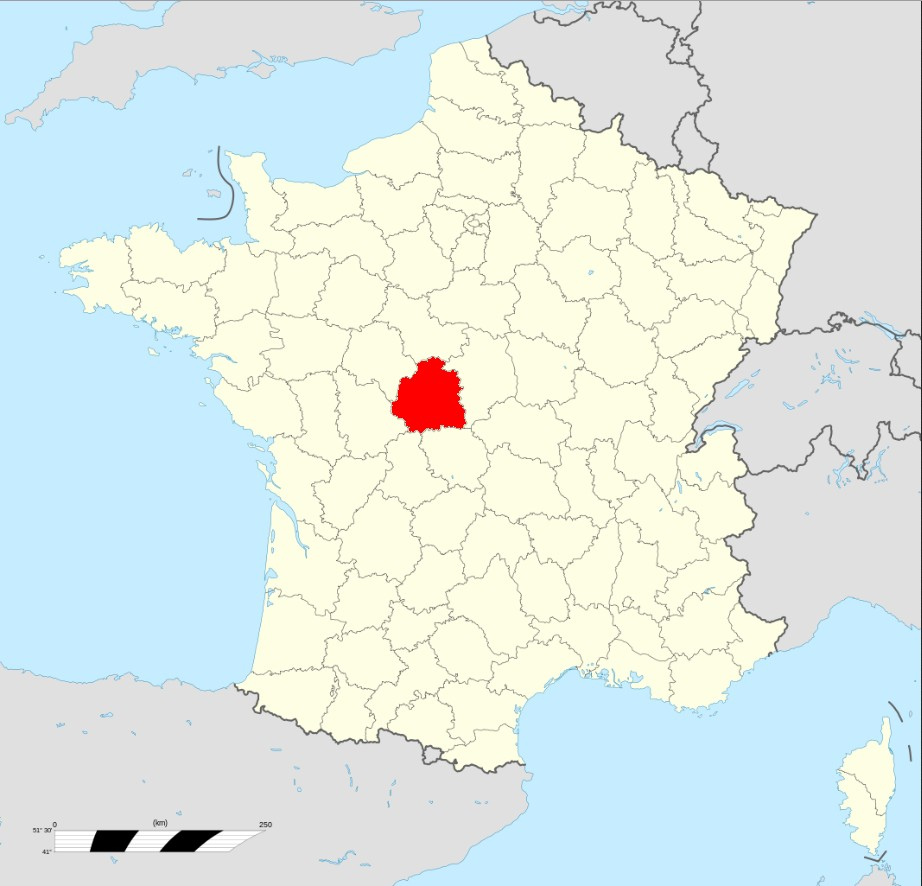
Le département de l'Indre en France.

Cet article référence la liste des députés élus dans l’Indre.

## Assemblée législative (1791-1792)
- Joseph Dupertuis
- Auguste Vivier de La Pérocherie
- Pierre de Turquet de Mayerne
- Jean-Baptiste Collet de Messine
- Henri Crublier d'Opterre
- Jean-Baptiste Rochoux de La Bouige

## Convention nationale(1792-1795)
- Sylvain-Phalier Lejeune
- Jacques-Antoine Boudin
- Guillaume Thabaud de Bois-La-Reine
- Gilles Porcher de Lissonay
- Jean Joseph Eustache Derazey
- Sylvain Pépin

## Conseil des Cinq-Cents(1795-1799)
- Jacques-Antoine Boudin
- Guillaume Thabaud de Bois-La-Reine
- François Augustin Trumeau
- Guillaume Boëry

## Corps législatif(1800-1814)
- François Duris-Dufresne
- Armand-Louis de Béthune-Sully
- François Augustin Trumeau
- Guillaume Boëry
- Charles Périgois
- Jérôme Legrand

## Chambre des députés des départements (1reRestauration)
- Armand-Louis de Béthune-Sully

## Chambre des représentants (Cent-Jours)
- Pierre-Marie Taillepied de Bondy
- Jean-Baptiste Robin de La Ronde
- Jean-Claude Charlemagne
- Claude Philippe Tailhandier
- Sylvain Guérineau
- Guillaume Thabaud de Bois-La-Reine

## Chambre des députés des départements (2eRestauration)

### Irelégislature(1815–1816)
- Louis-Joseph de Montbel
- Antoine François Bourdeau-Desmaret de Fontenay

### IIelégislature(1816-1823)
- Louis-Joseph de Montbel
- François Robin de Scévole
- Pierre-Marie Taillepied de Bondy
- Antoine François Bourdeau-Desmaret de Fontenay
- Jean-Claude Charlemagne
- Claude Philippe Tailhandier

### IIIelégislature(1824-1827)
- Louis-Joseph de Montbel
- Antoine François Bourdeau-Desmaret de Fontenay
- Claude Philippe Tailhandier

### IVelégislature(1828-1830)
- Léon Crublier de Fougères
- François Duris-Dufresne
- Pierre-Marie Taillepied de Bondy

### Velégislature(23 juin 1830-28 juillet 1830)
- Jean Thabaud-Linetière
- François Duris-Dufresne
- Pierre-Marie Taillepied de Bondy

## Chambre des députés (Monarchie de Juillet)

### IreLégislature(1830-1831)
- Jean Thabaud-Linetière
- François Duris-Dufresne
- Pierre-Marie Taillepied de Bondy

### IIeLégislature(1831-1834)
- Edmond Charlemagne
- Jean Thabaud-Linetière
- Henri Gatien Bertrand
- François Duris-Dufresne

### IIIeLégislature(1834-1837)
- Edmond Charlemagne
- Léonard Muret de Bort
- Alexandre Godeau d'Entraigues
- Jean Thabaud-Linetière

### IVeLégislature(1837-1839)
- Joseph Lescot de la Millandrie
- Edmond Charlemagne
- Léonard Muret de Bort
- Pierre Heurtault du Metz

### VeLégislature(1839-1842)
- Joseph Lescot de la Millandrie
- Edmond Charlemagne
- Léonard Muret de Bort
- Pierre Heurtault du Metz

### VIeLégislature(1842-1846)
- François Charles Delavau
- Joseph Lescot de la Millandrie
- Léonard Muret de Bort
- Pierre Heurtault du Metz

### VIIeLégislature(17 août 1846-24 février 1848)
- François Charles Delavau
- Joseph Lescot de la Millandrie
- Léonard Muret de Bort
- Jean Thabaud-Linetière

## IIeRépublique

### Assemblée nationale constituante (1848-1849)
- Henri Bertrand (homme politique)
- Alphonse Fleury
- François Rollinat
- Eugène Bethmont démissionne en 1848, remplacé par Léon Formose de Barbançois
- Eugène Victor Adrien Grillon
- François Charles Delavau
- Edmond Charlemagne

### Assemblée nationale législative (1849-1851)
- François Rollinat
- Eugène Victor Adrien Grillon
- François Charles Delavau
- Edmond Charlemagne
- Léon Formose de Barbançois

## Second Empire

### Irelégislature(1852-1857)
- Eugène de Bryas
- François Charles Delavau

### IIelégislature(1857-1863)
- Eugène de Bryas décédé en 1858, remplacé par Raoul Charlemagne
- François Charles Delavau

### IIIelégislature(1863-1869)
- Raoul Charlemagne
- François Charles Delavau

### IVelégislature(1869-1870)
- Raoul Charlemagne
- François Charles Delavau

## IIIeRépublique

### Assemblée nationale (1871-1876)
- Auguste Balsan, Centre droit
- Léon Clément, Centre droit
- Alphonse Bottard, Centre gauche
- Jean Dufour, Centre droit
- François-Marie Taillepied de Bondy, Centre droit

### Irelégislature (1876-1877)
- Paul Dufour
- Clément Laurier
- Étienne de Saint-Martin
- Alfred Leconte
- Alphonse Bottard

### IIelégislature(1877-1881)
- Clément Laurier décédé en 1878, remplacé par Paul-Antoine Bénazet.
- Étienne de Saint-Martin
- Alfred Leconte
- Raoul Charlemagne
- Isidore David

### IIIelégislature (1881-1885)
- Paul-Antoine Bénazet
- Étienne de Saint-Martin
- Alfred Leconte
- Ernest Périgois
- Isidore David

### IVelégislature (1885-1889)
- Paul Dufour
- Paul-Antoine Bénazet
- Pierre Louis Lejeune
- Anatole-Fernand de Bonneval
- Étienne de Saint-Martin

### Velégislature (1889-1893)
- Le Blanc : Paul-Antoine Bénazet, Conservateur, élu sénateur en 1891, remplacé par Alfred Moroux, Républicain.
- Châteauroux-1 : Charles Balsan, Monarchiste
- Châteauroux-2 : Alban David, Républicain
- La Châtre : Étienne de Saint-Martin, Monarchiste
- Issoudun : Alfred Leconte, Républicain

Source : journal Le Temps du 24 septembre et du 8 octobre 1889 sur Gallica,.

### VIelégislature(1893-1898)
- Le Blanc : Alfred Moroux, Républicain, élu sénateur en 1897, remplacé par Georges de Beauregard, Conservateur Antisémite.
- Châteauroux-1 : Charles Balsan, Rallié
- Châteauroux-2 :  Alban David, Républicain
- La Châtre : Étienne de Saint-Martin, Conservateur
- Issoudun : Alfred Leconte, Radical

Source : journal Le Temps du 22 août et du 5 septembre 1893 sur Gallica,.

### VIIelégislature(1898-1902)
- Le Blanc : Joseph Leglos, Républicain
- Issoudun : Jacques Dufour, Radical Socialiste
- Châteauroux-1 : Charles Balsan, Rallié
- Châteauroux-2 : Alban David, Radical
- La Châtre : Étienne de Saint-Martin, Monarchiste

Source : journal Le Temps du 10 mai et du 24 mai 1898 sur Gallica,.

### VIIIelégislature(1902-1906)
- Châteauroux-2 : Alban David, Radical décédé en 1905, remplacé par Charles de Barbançois, Républicain progressiste
- Châteauroux-1 : Joseph Bellier, Radical
- Le Blanc : Georges de Beauregard, Nationaliste
- Issoudun : Jacques Dufour, Radical socialiste
- La Châtre : Étienne de Saint-Martin, Conservateur

Source : journal Le Temps du 29 avril et du 13 mai 1902 sur Gallica,.

### IXelégislature(1906-1910)
Notons que sur cinq députés, quatre se situent proches des radicaux. Pour autant, tous ne siégeaient pas au sein du même groupe parlementaire. Ainsi, seul Henri Cosnier appartenait au groupe "Gauche radicale-socialiste", le groupe "officiel" du Parti Radical quand les trois autres (MM. Bellier, Bénazet et Dauthy) était inscrits à la "Gauche radicale", groupement de députés d'obédience proche des radicaux ayant refusé d'adhérer au groupe "officiel". Ce groupe, sans orientation politique claire et rassemblant des députés du centre-gauche au centre-droit servait alors souvent d'arbitre dans les votes parlementaires.
| Circonscription     | Identité       | Parti   | À partir du | Jusqu'au    | Note |
| ------------------- | -------------- | ------- | ----------- | ----------- | --- |
| 1re circonscription | Joseph Bellier | Radical | 20 mai 1906 | 31 mai 1910 | Maire de Châteauroux de 1900 à 1908 puis de 1925 à 1936                                                                     |
| 2e circonscription  | Henri Cosnier  | Radical | 20 mai 1906 | 31 mai 1910 | Sénateur de l'Indre de 1920 à 1932                                                                                          |
| 3e circonscription  | Paul Bénazet   | PRS     | 20 mai 1906 | 31 mai 1910 | Maire de Mérigny de 1919 à 1925, Sénateur de l'Indre de 1933 à 1941, Président du Conseil général de l'Indre de 1932 à 1940 |
| 4e circonscription  | Jacques Dufour | SFIO    | 20 mai 1906 | 31 mai 1910 | Maire d'Issoudun de 1892 à 1899                                                                                             |
| 5e circonscription  | Henry Dauthy   | Radical | 20 mai 1906 | 31 mai 1910 | Sénateur de l'Indre de 1924 à 1939                                                                                          |

Sources : Journal Le Temps du 6 et du 22 mai 1906 sur Gallica - ,.

### Xelégislature(1910-1914)
| Circonscription     | Identité               | Parti                 | À partir du    | Jusqu'au               | Note |
| ------------------- | ---------------------- | --------------------- | -------------- | ---------------------- | --- |
| 1re circonscription | Joseph Patureau-Mirand | Alliance Démocratique | 8 mai 1910     | 31 mai 1914            | Maire de Châteauroux en 1908                                                                                                |
| 2e circonscription  | Henri Cosnier          | Radical               | 8 mai 1910     | 31 mai 1914            | Sénateur de l'Indre de 1920 à 1932                                                                                          |
| 3e circonscription  | Paul Bénazet           | PRS                   | 8 mai 1910     | 31 mai 1914            | Maire de Mérigny de 1919 à 1925, Sénateur de l'Indre de 1933 à 1941, Président du Conseil général de l'Indre de 1932 à 1940 |
| 4e circonscription  | Jacques Dufour         | SFIO                  | 8 mai 1910     | 27 avril 1913 (décédé) | Maire d'Issoudun de 1892 à 1899                                                                                             |
| 4e circonscription  | Lucien Dumont          | Radicaux Indépendants | 6 juillet 1913 | 31 mai 1914            | |
| 5e circonscription  | Henri Fougère          | FR                    | 8 mai 1910     | 31 mai 1914            | |

Sources : Journal Le Temps du 24 avril et du 8 mai 1910 sur Gallica - ,.

### XIelégislature(1914-1919)
| Circonscription     | Identité               | Parti                 | À partir du | Jusqu'au        | Note |
| ------------------- | ---------------------- | --------------------- | ----------- | --------------- | --- |
| 1re circonscription | Paul Patureau-Baronnet | Radical               | 10 mai 1914 | 7 décembre 1919 | |
| 2e circonscription  | Henri Cosnier          | Radical               | 10 mai 1914 | 7 décembre 1919 | Sénateur de l'Indre de 1920 à 1932 |
| 3e circonscription  | Paul Bénazet           | PRS                   | 10 mai 1914 | 7 décembre 1919 | Maire de Mérigny de 1919 à 1925, Sénateur de l'Indre de 1933 à 1941, Président du Conseil général de l'Indre de 1932 à 1940                                                                   |
| 4e circonscription  | Lucien Dumont          | Radicaux Indépendants | 10 mai 1914 | 7 décembre 1919 | |
| 5e circonscription  | Henri Fougère          | FR - NI               | 10 mai 1914 | 7 décembre 1919 | Bien que proche de la Fédération Républicaine et de partis de droite avec lesquels il siégera de 1910 à 1914 puis de 1919 à 1936, il se place chez les Non-Inscrits durant cette législature. |

Sources : Journal Le Temps du 28 avril et du 12 mai 1914 sur Gallica - ,.

### XIIelégislature(1919-1924)
La loi du 12 juillet 1919 remplace le mode de scrutin précédemment en usage (scrutin uninominal majoritaire à deux tours par arrondissement déterminé par la loi du 13 février 1889) par un nouveau, qui sera utilisé pour les élections législatives de 1919 et de 1924 avant d'être abrogé à son tour, par la loi du 21 juillet 1927. Elle définit le département comme circonscription électorale de base et stipule que chaque département élit un député par tranche de 75 000 « habitants de nationalité française ». La dernière tranche, si elle dépasse 37 500 habitants, donne droit à un député supplémentaire. Un plancher est établi : chaque département a, au moins, trois député. Les candidats se regroupent dans des listes déposées en préfecture, et le nombre de candidats par liste ne peut excéder le nombre de députés à élire dans la circonscription (cinq pour l'Indre en 1919). Toutefois, les candidatures isolées sont autorisées, pour peu que cent électeurs de la circonscription l'appuient. Le candidat unique est alors réputé former une liste à lui tout seul. Il est interdit de se présenter dans plusieurs circonscriptions. La possibilité de panachage de plusieurs listes, de rayer ou d'ajouter un nom rend ce mode d'élection des plus complexes. L'élection se déroule en un seul tour. Le nouveau système de vote est complexe : il allie scrutin proportionnel plurinominal et scrutin majoritaire plurinominal. Dans les faits, le scrutin majoritaire prime sur le proportionnel : les législateurs ont introduit seulement une « dose de proportionnelle ». Les électeurs votent donc pour un seul candidat sur la liste, susceptible de l'emporter directement : le système, de prime abord, est majoritaire. Ce n'est qu'ensuite, si des sièges restent à pourvoir, que le scrutin devient proportionnel.
Ces élections, les premières depuis la fin du conflit et donc de l'Union sacrée, débouchent sur la large victoire du Bloc national, coalition de partis du centre-droit et de droite (principalement l'Alliance démocratique d'Adolphe Carnot et la Fédération Républicaine de Charles Benoist), dont la figure de proue est le "père de la Victoire" Georges Clémenceau, qui garde la confiance de cette chambre "bleu horizon". Cette mandature fait venir 60% de néo-députés (tels Jean Le Febvre ou Anselme Patureau-Mirand dans l'Indre) et 44% d'anciens combattants (comme les deux précédemment cités et Paul Bénazet dans l'Indre). 
Les députés élus sont :
Liste républicaine
- Henri Fougère (FR), Conseiller général
- Joseph Patureau-Mirand (PRDS), Conseiller municipal de Châteauroux
- Anselme Patureau-Mirand (FR), Conseiller général
- Jean Henri Le Febvre (FR), Maire de Rosnay

Liste d'union républicaine
- Paul Bénazet (PRDS)

Source : Barodet sur le site de l'Assemblée nationale - https://bibnum.sciencespo.fr/s/catalogue/ark:/46513/sc16m2kz#?c=&m=&s=&cv=.

### XIIIelégislature(1924-1928)
Les élections législatives de 1924 furent organisées au scrutin proportionnel de liste. Elles marquèrent au niveau national national la victoire du "Cartel des gauches".
À la suite du constat de la baisse de la population de l'Indre, le département perd un siège de député. Ces élections voit les listes du Cartel des Gauches (coalition du Parti Radical, du Parti Républicain-socialiste, des radicaux indépendants et de la SFIO) l'emporter et former un cabinet sous la direction du Radical Edouard Herriot. 
Les députés élus sont : 
Liste du Cartel des Gauches
- Paul Bénazet, Radical, (Groupe Républicain socialiste et socialiste français), conseiller général, maire de Mérigny
- Raymond Dauthy, Radical, Conseiller général, maire d'Éguzon
- Louis Héliès, SFIO, Conseiller municipal d'Issoudun

Liste Républicaine
- Henri Fougère, Union républicaine démocratique

Source : Barodet sur le site de l'Assemblée Nationale - https://bibnum.sciencespo.fr/s/catalogue/ark:/46513/sc16m1m0#?c=&m=&s=&cv=

### XIVelégislature(1928-1932)
La loi du 21 juillet 1927 rétablit le scrutin uninominal pour l'élection des députés et abroge la loi du 12 juillet 1919. Elle organise le régime électoral des élections législatives de 1928, 1932 et 1936. 
Sa principale disposition est de remplacer le complexe système de vote mis en place par la loi du 12 juillet 1919, qui a allié scrutin majoritaire plurinominal et scrutin proportionnel plurinominal, par un nouveau mode de scrutin, dit « scrutin uninominal majoritaire à deux tours » – qui est en fait le système en vigueur avant 1919. L'Indre est doté de cinq sièges correspondant aux arrondissements (et aux cantons) d'alors : 1ère circonscription de Châteauroux (cantons d'Ardentes, d'Argenton, de Châteauroux), 2e circonscription de Châteauroux (cantons de Buzançais, de Châtillon-sur-Indre, d'Ecueillé, de Levroux, de Valençay), circonscription de Le Blanc (cantons de Belâbre, de Le Blanc, de Mézières-en-Brenne, de Saint-Benoit-du-Sault, de Saint-Gaultier, de Tournon-Saint-Martin), circonscription d'Issoudun (cantons d'Issoudun-Nord, d'Issoudun-Sud, de Saint-Christophe-en-Bazelle, de Vatan) et la circonscription de La Châtre (cantons d'Aigurande, d'Eguzon, de La Châtre, de Neuvy-Saint-Sépulchre, de Sainte-Sévère-sur-Indre). 
| Circonscription     | Identité               | Parti                                 | À partir du     | Jusqu'au       | Note |
| ------------------- | ---------------------- | ------------------------------------- | --------------- | -------------- | --- |
| 1re circonscription | Joseph Patureau-Mirand | Groupe Action démocratique et sociale | 29 avril 1928   | 31 mai 1932    | Maire de Châteauroux en 1908                                                                                                |
| 2e circonscription  | Max Hymans             | SFIO                                  | 29 avril 1928   | 31 mai 1932    | Maire de Valençay de 1949 à 1961, Président du Conseil général de l'Indre de 1945 à 1951                                    |
| 3e circonscription  | Paul Bénazet           | Républicain socialiste                | 29 avril 1928   | 31 mai 1932    | Maire de Mérigny de 1919 à 1925, Sénateur de l'Indre de 1933 à 1941, Président du Conseil général de l'Indre de 1932 à 1940 |
| 4e circonscription  | Louis Aurin            | PC-SFIC                               | 29 avril 1928   | 6 juillet 1928 | démissionne le 6 juillet 1928 à la suite de la contestation de son élection                                                 |
| 4e circonscription  | Louis Héliès           | SFIO                                  | 14 octobre 1928 | 31 mai 1932    | remporte l'élection législative partielle du 7 octobre 1928                                                                 |
| 5e circonscription  | Henri Fougère          | Union républicaine démocratique       | 29 avril 1928   | 31 mai 1932    | |

Source : Élections législatives 22-29 avril 1928 de Georges Lachapelle - https://gallica.bnf.fr/ark:/12148/bpt6k320439r.texteImage#

### XVelégislature(1932-1936)
| Circonscription     | Identité            | Parti                       | À partir du | Jusqu'au    | Note                                                                                     |
| ------------------- | ------------------- | --------------------------- | ----------- | ----------- | ---------------------------------------------------------------------------------------- |
| 1re circonscription | Louis Deschizeaux   | Parti socialiste de France  | 8 mai 1932  | 31 mai 1936 | Maire de Châteauroux de 1936 à 1941 puis de 1959 à 1967                                  |
| 2e circonscription  | Max Hymans          | SFIO                        | 8 mai 1932  | 31 mai 1936 | Maire de Valençay de 1949 à 1961, Président du Conseil général de l'Indre de 1945 à 1951 |
| 3e circonscription  | Albert Chichery     | Radical-socialiste          | 8 mai 1932  | 31 mai 1936 |                                                                                          |
| 4e circonscription  | François Chasseigne | Parti d'unité prolétarienne | 8 mai 1932  | 31 mai 1936 | Maire d'Issoudun de 1940 à 1944, membre du Gouvernement de Vichy en 1944                 |
| 5e circonscription  | Henri Fougère       | Fédération républicaine     | 8 mai 1932  | 31 mai 1936 |                                                                                          |

### XVIelégislature(1936-1940)
| Circonscription     | Identité            | Parti              | À partir du | Jusqu'au    | Note |
| ------------------- | ------------------- | ------------------ | ----------- | ----------- | --- |
| 1re circonscription | Louis Deschizeaux   | USR                | 3 mai 1936  | 31 mai 1942 | Maire de Châteauroux de 1936 à 1941 puis de 1959 à 1967                                                                      |
| 2e circonscription  | Max Hymans          | USR                | 3 mai 1936  | 31 mai 1942 | Maire de Valençay de 1949 à 1961, Président du Conseil général de l'Indre de 1945 à 1951                                     |
| 3e circonscription  | Albert Chichery     | Radical-socialiste | 3 mai 1936  | 31 mai 1942 | |
| 4e circonscription  | François Chasseigne | PUP puis SFIO      | 3 mai 1936  | 31 mai 1942 | Maire d'Issoudun de 1940 à 1944                                                                                              |
| 5e circonscription  | Vincent Rotinat     | Radical-socialiste | 3 mai 1936  | 31 mai 1942 | Maire de Briantes de 1953 à 1973, Président du Conseil Général de l'Indre de 1951 à 1975, Sénateur de l'Indre de 1946 à 1971 |

## CFLN / GPRF
L'Assemblée consultative provisoire est une Assemblée française représentant les mouvements résistants, les partis politiques et les territoires engagés dans la guerre aux côtés des Alliés sous la direction du Comité français de la Libération nationale (CFLN). Ce dernier est créé le 3 juin 1943 et disparait le 3 juin 1944, date où le Gouvernement provisoire de la République française (GPRF) lui succède. L'Assemblée consultative provisoire tint d'abord ses séances à Alger du 3 novembre 1943 au 25 juillet 1944 puis à Paris entre le 7 novembre 1944 et le 3 août 1945. Elle laisse place à la première Assemblée constituante élue le 21 octobre 1945. Dans ces assemblées, aucun représentant spécifique de chaque département ne siégeait puisqu'il ne s'agissait pas d'une assemblée législative démocratiquement élue mais d'un rassemblement des forces engagées dans la guerre au côté des Alliés. Le GPRF prit fin le 27 octobre 1946 lorsque la Quatrième République fut proclamée.

### Première Assemblée constituante
La session a débuté le 21 octobre 1945 et a fini le 2 juin 1946.
Les députés élus à la proportionnelle sont :
- Louis Chevallier (MRP) ;
- Marcel Peyrat (PCF) ;
- André Parpais (SFIO) ;
- Édouard Ramonet (Radical).

### Deuxième Assemblée constituante
La session a débuté le 2 juin 1946 et a fini le 27 novembre 1946.
Les députés élus à la proportionnelle sont :
- Louis Chevallier (MRP) ;
- Marcel Peyrat (PCF) ;
- André Parpais (SFIO) ;
- Édouard Ramonet (Radical).

## IVeRépublique

### Irelégislature
La première législature a débuté le 28 novembre 1946 et a fini le 3 juillet 1951.
Les députés élus à la proportionnelle sont :
- Louis Chevallier (MRP) ;
- Marcel Peyrat (PCF) ;
- Georges Pirot (PCF) ;
- Édouard Ramonet (Radical).

### IIelégislature
La deuxième législature a débuté le 5 juillet 1951 et a fini le 1er décembre 1955.
Les députés élus à la proportionnelle sont :
- Léon Boutbien (SFIO) ;
- André Chabenat (Radical) ;
- Roger Morève (Radical) ;
- Édouard Ramonet (Radical).

### IIIelégislature
La troisième législature a débuté le 2 janvier 1956 et a fini le 5 décembre 1958.
Les députés élus à la proportionnelle sont :
- André Blondeau (PCF) ;
- Roger Morève (Radical) ;
- Georges Pirot (PCF) ;
- Édouard Ramonet (Radical).

## VeRépublique

### Irelégislature
| Circonscription     | Identité                                         | Parti     | À partir du     | Jusqu'au       | Note |
| ------------------- | ------------------------------------------------ | --------- | --------------- | -------------- | --- |
| 1re circonscription | Louis Deschizeaux (suppléant : Raymond Tissier)  | app. SFIO | 9 décembre 1958 | 9 octobre 1962 | Maire de Châteauroux de 1935 à 1942 puis de 1959 à 1967 Conseiller général de l'Indre de 1934 à 1940 puis de 1964 à 1970 Publicitaire         |
| 2e circonscription  | René Caillaud (suppléant : André Chabenat)       | Radical   | 9 décembre 1958 | 9 octobre 1962 | Maire d'Issoudun de 1949 à 1971 Sénateur de l'Indre de 1955 à 1958 Conseiller général de l'Indre de 1942 à 1945 puis de 1945 à 1973 Comptable |
| 3e circonscription  | Jean Bénard-Mousseaux (suppléant : Jean de Bray) | CNIP      | 9 décembre 1958 | 9 octobre 1962 | Sénateur de l'Indre de 1971 à 1989 Maire de Buzançais de 1945 à 1995 Conseiller général de l'Indre de 1955 à 1982 Agriculteur                 |

### IIelégislature
| Circonscription     | Identité                                         | Parti     | À partir du     | Jusqu'au     | Note |
| ------------------- | ------------------------------------------------ | --------- | --------------- | ------------ | --- |
| 1re circonscription | Louis Deschizeaux (suppléant : Raymond Tissier)  | app. SFIO | 6 décembre 1962 | 2 avril 1967 | Maire de Châteauroux de 1935 à 1942 puis de 1959 à 1967 Conseiller général de l'Indre de 1934 à 1940 puis de 1964 à 1970 Publicitaire |
| 2e circonscription  | Jean Toury (suppléante : Jeannine Ralet)         | UNR-UDT   | 6 décembre 1962 | 2 avril 1967 | Maire de La Châtre de 1959 à 1971 Conseiller général de l'Indre de 1964 à 1976 Négociant                                              |
| 3e circonscription  | Jean Bénard-Mousseaux (suppléant : Jean de Bray) | CNIP      | 6 décembre 1962 | 2 avril 1967 | Sénateur de l'Indre de 1971 à 1989 Maire de Buzançais de 1945 à 1995 Conseiller général de l'Indre de 1955 à 1982 Agriculteur         |

### IIIelégislature
| Circonscription     | Identité                                           | Parti   | À partir du  | Jusqu'au    | Note |
| ------------------- | -------------------------------------------------- | ------- | ------------ | ----------- | --- |
| 1re circonscription | François Gerbaud (suppléant : Jean-Claude Nicol)   | UD-Vème | 3 avril 1967 | 30 mai 1968 | Sénateur de l'Indre de 1989 à 2008 Maire de Bouges-le-Château de 1983 à 2010 Conseiller général de l'Indre de 1970 à 2001 Journaliste |
| 2e circonscription  | Marcel Lemoine (suppléant : Louis Halouin)         | PCF     | 3 avril 1967 | 30 mai 1968 | Maire de Déols de 1959 à 1977 puis de 1983 à 1989 Conseiller général de l'Indre de 1967 à 1985 Comptable                              |
| 3e circonscription  | Jean Bénard-Mousseaux (suppléant : Olivier Villin) | CNIP    | 3 avril 1967 | 30 mai 1968 | Sénateur de l'Indre de 1971 à 1989 Maire de Buzançais de 1945 à 1995 Conseiller général de l'Indre de 1955 à 1982 Agriculteur         |

### IVelégislature
| Circonscription     | Identité                                         | Parti | À partir du     | Jusqu'au       | Note |
| ------------------- | ------------------------------------------------ | ----- | --------------- | -------------- | --- |
| 1re circonscription | François Gerbaud (suppléant : Jean-Claude Nicol) | UDR   | 11 juillet 1968 | 1er avril 1973 | Sénateur de l'Indre de 1989 à 2008 Maire de Bouges-le-Château de 1983 à 2010 Conseiller général de l'Indre de 1970 à 2001 Journaliste                                                                                             |
| 2e circonscription  | Maurice Tissandier (suppléant : Claude Caylus)   | FNRI  | 11 juillet 1968 | 1er avril 1973 | Maire de La Châtre de 1977 à 1995 Chirurgien |
| 3e circonscription  | Jean-Paul Mourot (suppléant : Pierre Mauduit)    | UDR   | 11 juillet 1968 | 1er avril 1973 | Maire du Blanc de 1971 à 1977 Maire de Saint-Gaultier de 1995 à 2001 Secrétaire d'État auprès du Ministre de la Justice de 1978 à 1981 (Gouvernement Barre) Conseiller général de l'Indre de 1974 à 1985 Administrateur de presse |

### Velégislature
| Circonscription     | Identité                                           | Parti | À partir du  | Jusqu'au     | Note |
| ------------------- | -------------------------------------------------- | ----- | ------------ | ------------ | --- |
| 1re circonscription | Marcel Lemoine (suppléant : Adrien Maux)           | PCF   | 2 avril 1973 | 2 avril 1978 | Maire de Déols de 1959 à 1977 puis de 1983 à 1989 Conseiller général de l'Indre de 1967 à 1985 Comptable |
| 2e circonscription  | Maurice Tissandier (suppléant : Julien Saint-Paul) | FNRI  | 2 avril 1973 | 2 avril 1978 | Maire de La Châtre de 1977 à 1995 Chirurgien |
| 3e circonscription  | Jean-Paul Mourot (suppléant : Jean Thibault)       | UDR   | 2 avril 1973 | 2 avril 1978 | Maire du Blanc de 1971 à 1977 Maire de Saint-Gaultier de 1995 à 2001 Secrétaire d'État auprès du Ministre de la Justice de 1978 à 1981 (Gouvernement Barre) Conseiller général de l'Indre de 1974 à 1985 Administrateur de presse |

### VIelégislature
| Circonscription     | Identité                                           | Parti | À partir du       | Jusqu'au          | Note |
| ------------------- | -------------------------------------------------- | ----- | ----------------- | ----------------- | --- |
| 1re circonscription | Michel Aurillac (suppléant : Félix Mallet)         | RPR   | 3 avril 1978      | 22 mai 1981       | Préfet de l'Indre de 1965 à 1969 Préfet de l'Essonne de 1969 à 1973 Préfet de la région Picardie et de la Somme de 1973 à 1974 Directeur de cabinet de Michel Poniatowski, ministre de l'Intérieur (1974-1977) de 1974 à 1976 (Gouvernement Chirac) Préfet de la région Provence-Alpes-Côte-d'Azur et des Bouches-du-Rhône de 1976 à 1977 Conseiller d'État en 1978 Conseiller général de l'Indre de 1985 à 1992 Vice-président du Conseil général de l'Indre de 1985 à 1992 Ministre de la Coopération de 1986 à 1988 (Gouvernement Chirac) Haut fonctionnaire |
| 2e circonscription  | Maurice Tissandier (suppléant : Julien Saint-Paul) | UDF   | 3 avril 1978      | 22 mai 1981       | Maire de La Châtre de 1977 à 1995 Chirurgien |
| 3e circonscription  | Jean-Paul Mourot                                   | RPR   | 3 avril 1978      | 11 septembre 1978 | Maire du Blanc de 1971 à 1977 Maire de Saint-Gaultier de 1995 à 2001 Secrétaire d'État auprès du Ministre de la Justice de 1978 à 1981 (Gouvernement Barre) Conseiller général de l'Indre de 1974 à 1985 Administrateur de presse |
| 3e circonscription  | Jean Thibault (suppléant)                          | RPR   | 11 septembre 1978 | 22 mai 1981       | Maire de Luçay-le-Mâle Entrepreneur en électricité |

### VIIelégislature
| Circonscription     | Identité                                          | Parti | À partir du    | Jusqu'au       | Note |
| ------------------- | ------------------------------------------------- | ----- | -------------- | -------------- | --- |
| 1re circonscription | Michel Sapin (suppléante : Claudine Mariat)       | PS    | 2 juillet 1981 | 1er avril 1986 | Député des Hauts-de-Seine de 1986 à 1991 Maire d'Argenton-sur-Creuse de 1995 à 2001 puis de 2002 à 2004 puis de 2007 à 2012 Conseiller général de l'Indre de 1998 à 2004 Président du Conseil régional du Centre de 1998 à 2000 puis de 2004 à 2007 Ministre délégué à la Justice de 1991 à 1992 (Gouvernement Cresson) Ministre de l'Économie et des Finances de 1992 à 1993 (Gouvernement Bérégovoy) Ministre de la fonction publique et de la réforme de l'État de 2000 à 2002 (Gouvernement Jospin) Ministre du Travail de 2012 à 2014 (Gouvernements Ayrault) Ministre des Finances de 2014 à 2016 (Gouvernements Valls) puis de l'Économie et des Finances de 2016 à 2017 (Gouvernement Valls et Cazeneuve) Haut fonctionnaire |
| 2e circonscription  | André Laignel (suppléant : Claude Fournier)       | PS    | 2 juillet 1981 | 1er avril 1986 | Maire d'Issoudun depuis 1977 Conseiller général de l'Indre de 1976 à 2004 Président du Conseil général de l'Indre de 1979 à 1985 Député européen de 1994 à 1999 puis de 2004 à 2009 Secrétaire d'État à la Formation professionnelle de 1988 à 1991 (Gouvernements Rocard) Secrétaire d'État à la Ville et à l'Aménagement du territoire de 1991 à 1993 (Gouvernements Cresson et Bérégovoy) Universitaire |
| 3e circonscription  | Amédée Renault (suppléant : Jean-Paul Chanteguet) | PS    | 2 juillet 1981 | 1er avril 1986 | Maire de Pellevoisin de 1953 à 1988 Conseiller général de l'Indre de 1973 à 1985 Conseiller régional du Centre de 1981 à 1992 Vétérinaire |

### VIIIelégislature
La loi du 10 juillet 1985 modifie le mode de scrutin des élections législatives conformément à la 47e proposition du programme de François Mitterrand, élu Président de la République en 1981. Ainsi, les députés sont élus, dans les départements, au scrutin de liste à la représentation proportionnelle à la plus forte moyenne, sans panachage ni vote préférentiel. Le département forme une circonscription. La déclaration de candidature résulte du dépôt à la préfecture d'une liste comprenant un nombre de candidats égal au nombre de sièges à pourvoir (trois dans l'Indre) augmenté de deux. Seules sont admises à la répartition des sièges les listes ayant obtenu au moins 5 % des suffrages exprimés. Les sièges sont attribués aux candidats d'après l'ordre de présentation sur chaque liste. Au niveau national, la droite parlementaire composée du Rassemblement Pour la République (RPR) de Jacques Chirac et de l'Union pour la Démocratie Française (UDF) de Jean Lecanuet l'emporte avec 290 sièges, certains départements ayant fait liste commune entre le RPR et l'UDF, 173 députés sont élus sous cette bannière ; auquel il faut ajouter les listes uniques du RPR (76 sièges) et de l'UDF (53 élus). Le Parti Socialiste emmené par Laurent Fabius perd sa majorité et obtient 206 sièges et le Front National de Jean-Marie Le Pen atteint presque le même nombre de voix que le Parti Communiste Français (PCF) de Georges Marchais mais obtiennent tous deux 35 élus chacun. 
Le département de l'Indre a suivi cette logique d'alternance comme en 1981 lorsque l'électorat berrichon avait porté au Palais-Bourbon trois socialistes. Les trois députés élus sont donc :
- Michel Aurillac (RPR) nommé Ministre de la Coopération de 1986 à 1988 (Gouvernement Chirac 2) et remplacé par Henri Louet (RPR)
- Daniel Bernardet (UDF) alors Maire de Châteauroux depuis 1971 (il le restera jusqu'en 1989) et président du Conseil général de l'Indre depuis 1985 (il cédera son poste à Louis Pinton en 1998), fait liste commune avec le RPR indrien de Michel Aurillac contre le UDF local qui n'obtient aucun élu et exclut Bernardet de la fédération. Ne pouvant choisir entre les deux groupes car ne désirant pas rallier le RPR et exclu de l'UDF, il choisira de siéger comme non-inscrit.
- André Laignel (PS) alors Maire d'Issoudun (depuis 1977) et passé dans l'opposition départementale aux élections cantonales de 1985 sauve son siège de député.

### IXelégislature
| Circonscription     | Identité                                           | Parti | À partir du     | Jusqu'au        | Note |
| ------------------- | -------------------------------------------------- | ----- | --------------- | --------------- | --- |
| 1re circonscription | Jean-Yves Gateaud (suppléant : Michel Durandeau)   | PS    | 23 juin 1988    | 1er avril 1993  | Maire de Châteauroux de 1989 à 2001 Conseiller général de l'Indre de 1994 à 1997 Professeur de géographie à l'IUFM |
| 2e circonscription  | André Laignel                                      | PS    | 23 juin 1988    | 29 juillet 1988 | Maire d'Issoudun depuis 1977 Conseiller général de l'Indre de 1976 à 2004 Président du Conseil général de l'Indre de 1979 à 1985 Député européen de 1994 à 1999 puis de 2004 à 2009 Secrétaire d'État à la Formation professionnelle de 1988 à 1991 (Gouvernements Rocard) Secrétaire d'État à la Ville et à l'Aménagement du territoire de 1991 à 1993 (Gouvernements Cresson et Bérégovoy) Universitaire |
| 2e circonscription  | Jean-Claude Blin (suppléant)                       | PS    | 29 juillet 1988 | 1er avril 1993  | Maire d'Éguzon-Chantôme de 1989 à 2020 Conseiller général puis départemental de l'Indre de 1985 à 1992 puis depuis 2011 Technicien agricole |
| 3e circonscription  | Jean-Paul Chanteguet (suppléant : Alfred Fréville) | PS    | 23 juin 1988    | 1er avril 1993  | Maire du Blanc de 1983 à 2012 Conseiller général de l'Indre de 1988 à 1997 Conseiller économique |

### Xelégislature
| Circonscription     | Identité                                        | Parti                              | À partir du  | Jusqu'au      | Note |
| ------------------- | ----------------------------------------------- | ---------------------------------- | ------------ | ------------- | --- |
| 1re circonscription | Michel Blondeau (suppléant : Antonin de Bono)   | Union pour la démocratie française | 2 avril 1993 | 21 avril 1997 | Maire de Déols de 1989 à 2020 Conseiller général puis départemental de l'Indre depuis 1992 Cadre dans la fonction publique                                                          |
| 2e circonscription  | Nicolas Forissier (suppléant : Bernard Pousset) | UDF-PR                             | 2 avril 1993 | 21 avril 1997 | Maire de La Châtre de 1995 à 2017 Conseiller régional du Centre-Val de Loire depuis 2015 Secrétaire d’État à l’Agriculture de 2004 à 2005 (Gouvernement Raffarin) Chef d'entreprise |
| 3e circonscription  | René Chabot (suppléant : Gérard Desroches)      | RPR                                | 2 avril 1993 | 21 avril 1997 | Maire de Martizay de 1977 à 2001 Conseiller général de l'Indre de 1985 à 2004 Instituteur                                                                                           |

### XIelégislature
| Circonscription     | Identité                                         | Parti  | À partir du  | Jusqu'au     | Note |
| ------------------- | ------------------------------------------------ | ------ | ------------ | ------------ | --- |
| 1re circonscription | Jean-Yves Gateaud (suppléant : Michel Durandeau) | PS     | 12 juin 1997 | 18 juin 2002 | Maire de Châteauroux de 1989 à 2001 Conseiller général de l'Indre de 1994 à 1997 Professeur de géographie à l'IUFM                                                                  |
| 2e circonscription  | Nicolas Forissier (suppléant : Bernard Pousset)  | UDF-PR | 12 juin 1997 | 18 juin 2002 | Maire de La Châtre de 1995 à 2017 Conseiller régional du Centre-Val de Loire depuis 2015 Secrétaire d’État à l’Agriculture de 2004 à 2005 (Gouvernement Raffarin) Chef d'entreprise |
| 3e circonscription  | Jean-Paul Chanteguet (suppléant : Claude Roux)   | PS     | 12 juin 1997 | 18 juin 2002 | Maire du Blanc de 1983 à 2012 Conseiller général de l'Indre de 1988 à 1997 Conseiller économique                                                                                    |

### XIIelégislature
| Circonscription     | Identité                                       | Parti | À partir du  | Jusqu'au      | Note |
| ------------------- | ---------------------------------------------- | ----- | ------------ | ------------- | --- |
| 1re circonscription | Jean-Yves Hugon (suppléant : Didier Barachet)  | UMP   | 19 juin 2002 | 19 juin 2007  | Maire-adjoint de Châteauroux de 2008 à 2014 et depuis 2020 Premier adjoint au maire de Châteauroux de 2014 à 2020 Professeur d'allemand                                             |
| 2e circonscription  | Nicolas Forissier                              | UMP   | 19 juin 2002 | 30 avril 2004 | Maire de La Châtre de 1995 à 2017 Conseiller régional du Centre-Val de Loire depuis 2015 Secrétaire d’État à l’Agriculture de 2004 à 2005 (Gouvernement Raffarin) Chef d'entreprise |
| 2e circonscription  | Bernard Pousset (suppléant)                    | UMP   | 1er mai 2004 | 19 juin 2007  | Maire de Diou de 1995 à 2001 Agriculteur |
| 3e circonscription  | Jean-Paul Chanteguet (suppléant : Claude Roux) | PS    | 19 juin 2002 | 19 juin 2007  | Maire du Blanc de 1983 à 2012 Conseiller général de l'Indre de 1988 à 1997 Conseiller économique                                                                                    |

### XIIIelégislature
| Circonscription     | Identité                                                     | Parti | À partir du  | Jusqu'au     | Note |
| ------------------- | ------------------------------------------------------------ | ----- | ------------ | ------------ | --- |
| 1re circonscription | Michel Sapin (suppléant : Jean-Yves Gateaud, décédé en 2009) | PS    | 20 juin 2007 | 19 juin 2012 | Député des Hauts-de-Seine de 1986 à 1991 Maire d'Argenton-sur-Creuse de 1995 à 2001 puis de 2002 à 2004 puis de 2007 à 2012 Conseiller général de l'Indre de 1998 à 2004 Président du Conseil régional du Centre de 1998 à 2000 puis de 2004 à 2007 Ministre délégué à la Justice de 1991 à 1992 (Gouvernement Cresson) Ministre de l'Économie et des Finances de 1992 à 1993 (Gouvernement Bérégovoy) Ministre de la fonction publique et de la réforme de l'État de 2000 à 2002 (Gouvernement Jospin) Ministre du Travail de 2012 à 2014 (Gouvernements Ayrault) Ministre des Finances de 2014 à 2016 (Gouvernements Valls) puis de l'Économie et des Finances de 2016 à 2017 (Gouvernement Valls et Cazeneuve) Haut fonctionnaire |
| 2e circonscription  | Nicolas Forissier (Suppléante : Brigitte Colson)             | UMP   | 20 juin 2007 | 19 juin 2012 | Maire de La Châtre de 1995 à 2017 Conseiller régional du Centre-Val de Loire depuis 2015 Secrétaire d’État à l’Agriculture de 2004 à 2005 (Gouvernement Raffarin) Chef d'entreprise |
| 3e circonscription  | Jean-Paul Chanteguet (Suppléant : Claude Roux)               | PS    | 20 juin 2007 | 19 juin 2012 | Maire du Blanc de 1983 à 2012 Conseiller général de l'Indre de 1988 à 1997 Conseiller économique |

### XIVelégislature(2012-2017)
| Circonscription     | Identité                                        | Parti | À partir du  | Jusqu'au     | Note                                                                                             |
| ------------------- | ----------------------------------------------- | ----- | ------------ | ------------ | ------------------------------------------------------------------------------------------------ |
| 1re circonscription | Jean-Paul Chanteguet (suppléant : Michel Sapin) | PS    | 20 juin 2012 | 20 juin 2017 | Maire du Blanc de 1983 à 2012 Conseiller général de l'Indre de 1988 à 1997 Conseiller économique |
| 2e circonscription  | Isabelle Bruneau (suppléant : Jean-Claude Blin) | PS    | 20 juin 2012 | 20 juin 2017 | Maire-adjointe d’Issoudun de 2008 à 2014                                                         |

### XVelégislature(2017-2022)
| Circonscription          | Député            | Parti | Parti | Suppléant        | Autres mandats                                                                                             |
| ------------------------ | ----------------- | ----- | ----- | ---------------- | --- |
| Première circonscription | François Jolivet  |       | LREM  | Françoise Perrot | Maire de Saint-Maur de 1995 à 2017 Conseiller régional du Centre de 2004 à 2015 Cadre dans l'habitat       |
| Deuxième circonscription | Nicolas Forissier |       | LR    | Mireille Duvoux  | Maire de La Châtre de 1995 à 2017 Conseiller régional du Centre-Val de Loire depuis 2015 Chef d'entreprise |

### XVIelégislature(2022-2024)
| Circonscription          | Député            | Parti | Parti    | Suppléant        | Autres mandats                             |
| ------------------------ | ----------------- | ----- | -------- | ---------------- | ------------------------------------------ |
| Première circonscription | François Jolivet  |       | Horizons | Robinson Barbier |                                            |
| Deuxième circonscription | Nicolas Forissier |       | LR       | Nicolas Lesec    | Conseiller régional du Centre-Val de Loire |

### XVIIelégislature(2024-)
| Circonscription          | Député            | Parti | Parti    | Suppléant                 | Autres mandats |
| ------------------------ | ----------------- | ----- | -------- | ------------------------- | -------------- |
| Première circonscription | François Jolivet  |       | Horizons | José Figueiredo Goncalves |                |
| Deuxième circonscription | Nicolas Forissier |       | LR       | Alix Fruchon              |                |